# Olympische Sommerspiele 2000/Teilnehmer (Armenien)
| Gelbes Symbol für Goldmedaillen mit stilisierten Olympischen Ringen | Graues Symbol für Silbermedaillen mit stilisierten Olympischen Ringen | Braundes Symbol für Bronzemedaillen mit stilisierten Olympischen Ringen |
| ------------------------------------------------------------------- | --------------------------------------------------------------------- | ----------------------------------------------------------------------- |
| —                                                                   | —                                                                     | 1                                                                       |

Armenien nahm an den Olympischen Sommerspielen 2000 in der australischen Metropole Sydney mit 25  Athleten, zwei Frauen und 23 Männern, in zehn Sportarten teil.
Nach 1996 war es die zweite Teilnahme des europäischen Staates an Olympischen Sommerspielen.

## Flaggenträger
Der Ringer Hajkas Galstjan trug die Flagge Armeniens während der Eröffnungsfeier im Stadium Australia.

## Medaillengewinner
Mit einer gewonnenen Bronzemedaille belegte das armenische Team Platz 71 im Medaillenspiegel.

### Bronze
- Arsen Melikjan (77 kg), Gewichtheben, 365,0 Punkte

## Teilnehmer nach Sportarten

### Boxen
Fliegengewicht (–51 kg) (Männer)
- Wachtang Dartschinjan
  - Viertelfinale, verloren gegen Bolat Schumadilow, Kasachstan

Bantamgewicht (–54 kg) (Männer)
- Aram Ramasjan
  - Runde 1, verloren gegen Theimuraz Khurtsilava, Georgien

Leichtgewicht (– 60 kg) (Männer)
- Artur Geworgjan
  - Runde 1, verloren gegen Nurzhan Karimzhanov, Kasachstan

### Gewichtheben
69 kg (Männer)
- Rudik Petrosjan
Rang 5, 335,0 Punkte

77 kg (Männer)
- Arsen Melikjan
3. Rang, 365,0 Punkte

85 kg (Männer)
- Gagik Chatschatrjan
5. Rang, 380,0 Punkte

105 kg (Männer)
- Aschot Danieljan
Disqualifiziert

### Judo
60 kg (Männer)
- Wardan Woskanjan

### Kanu- und Kajakrennen
500 m Kajak-Einzel (Männer)
- Wladimir Gruschichin
Qualifikation, 1:42,430 min
Halbfinale, disqualifiziert

1000 m Kajak-Einzel (Männer)
- Wladimir Gruschichin
Qualifikation, 3:40,623 min
Halbfinale, 3:41,143 min (ausgeschieden)

### Leichtathletik
Weitsprung (Männer)
- Schirak Poghosjan
Qualifikation, 7,24 m (ausgeschieden)

Dreisprung (Männer)
- Armen Martirosjan
Qualifikation, 14,95 m (ausgeschieden)

800 m (Damen)
- Anna Nassiljan
Runde 1, 2:14,86 min (ausgeschieden)

### Ringen
Griechisch-römischer Stil bis 58 kg (Männer)
- Karen Mnazakanjan

Griechisch-römischer Stil bis 63 kg (Männer)
- Waghinak Galstjan

Griechisch-römischer Stil bis 76 kg (Männer)
- Lewon Geghamjan

Griechisch-römischer Stil bis 97 kg (Männer)
- Rafael Samurgaschew
- Choren Papojan (→ wegen Verletzung nicht angetreten)

Griechisch-römischer Stil bis 130 kg (Männer)
- Hajkas Galstjan

Freistil bis 58 kg (Männer)
- Martin Berberjan

Freistil bis 63 kg (Männer)
- Arschak Hajrapetjan

Freistil bis 69 kg (Männer)
- Arajik Geworgjan

### Schießen
Freie Pistole (Männer)
- Hratschja Petikjan

### Schwimmen
50 m Freistil (Männer)
- Dimitri Margarjan
Vorrunde, 25,29 s (ausgeschieden)

50 m Freistil (Damen)
- Juliana Micheewa
Vorrunde, 25,79 s (ausgeschieden)

### Tennis
Einzel Herren
- Sargis Sargsian
1. Runde verloren gegen Kristian Pless, Dänemark (3:6, 4:6)

### Wasserspringen
10 Meter (Männer)
- Howhannes Awtandiljan
Vorrunde, 248,91 Punkte (38. Platz, ausgeschieden)